# Rivian R1T
Le Rivian R1T (pour Rivian n°1 Truck) est un modèle de pick-up électrique du constructeur automobile américain Rivian produit à partir de septembre 2021. Il est le premier véhicule produit par le constructeur.

## Présentation

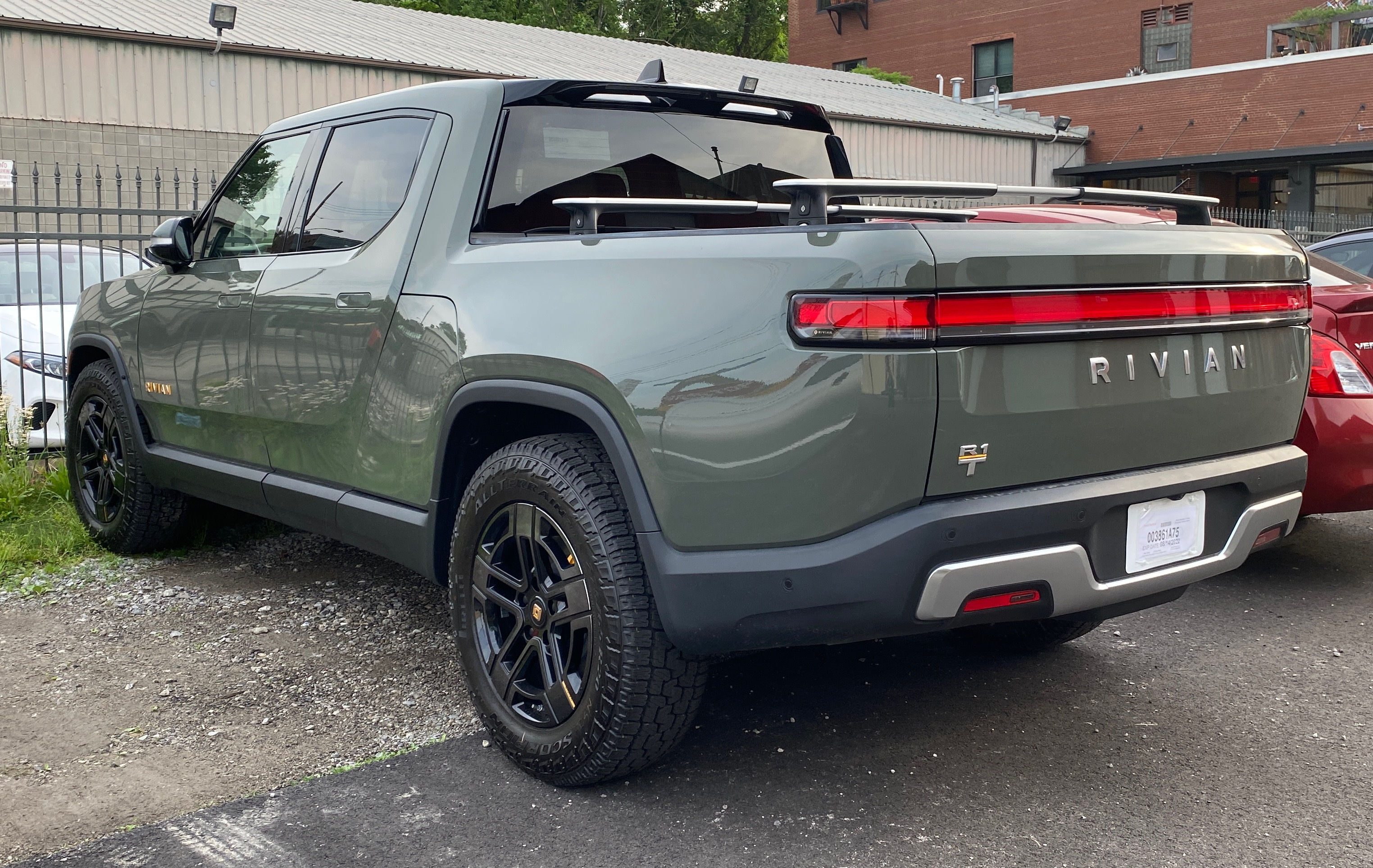
R1T vue arrière

Le Rivian R1T est présenté sous forme de concept au salon de Los Angeles le 28 novembre 2018.
Il est disponible à la commande à partir de décembre 2020 aux États-Unis et produit à partir du 14 septembre 2021. Il est le premier modèle du nouveau constructeur automobile américain et le premier pick-up électrique de série de l'histoire. Le R1T précède la version SUV nommée R1S produite à partir du début 2022.

## Caractéristiques techniques
Le Rivian R1T repose sur la plateforme technique Skateboard.

### Tank Turn
En décembre 2019, Rivian dévoile la fonction « Tank Turn » qui permet au véhicule de tourner sur lui même comme un char d'assaut et ceci grâce aux quatre moteurs électriques indépendants situés au niveau des roues, qui tournent dans un sens d'un côté du véhicule et dans le sens inverse de l'autre côté.

### Motorisation
Le pick-up reçoit un moteur électrique par roue offrant une puissance cumulée de 750 ch.

### Batterie
Le pick-up est disponible avec trois pack de batteries compatibles avec une charge rapide de 160 kW.
|                         | Spécifications  |                 |                 |
| Capacité de la batterie | 105 kWh         | 135 kWh         | 180 kWh         |
| Puissance               | 300 kW (408 ch) | 522 kW (710 ch) | 562 kW (764 ch) |
| Autonomie du R1T        | 370 km          | 480 km          | 640 km          |
| Autonomie du R1S        | 386 km          | 499 km          | 660 km          |

## Finitions
- Launch Edition (uniquement l'année de lancement)[6]
- Adventure Package
- Explore Package

## Concept car
Le Rivian R1T est préfiguré par le Rivian R1T Concept présenté au salon de l'automobile de Los Angeles 2018.